# Villa Erizzo
Villa Èrizzo (conosciuta anche come Villa Èrizzo-Bianchini) è una villa veneta sita a Mestre comune di Venezia, in Piazzale Donatori di sangue.
Dal 2013 costituisce la sede della biblioteca civica di Mestre, con il diminutivo VEZ.

## Storia
Costruita a tra il 1770 e il 1780 dalla famiglia Erizzo, fu acquistata nel 1824 dalla famiglia Bianchini, che trasformò l'intera area della tenuta nel nuovo centro strategico della nuova realtà urbanistica di Mestre. Nel 1869 la famiglia Bianchini cedette il terreno di fronte alla villa per consentire l'apertura del nuovo Foro Boario di Mestre. Da questo momento l'enorme tenuta della villa comincia ad essere venduta a piccoli pezzi.
Nella giornata del 26 ottobre 1848 vi si installò il Quartier Generale austriaco.
Nel 1842 venne costruita la ferrovia, la villa e le sue terre si trovarono tra la stazione e il centro storico, questo la porterà a perdere la sua funzione di villa di campagna e nelle sue terre verranno costruiti i nuovi insediamenti seguendo i segni della sua originale organizzazione. Nel 1922, per la costruzione di Via Piave, vennero espropriati mille metri quadri dei terreni della villa, erigendo le case dei ferrovieri lungo il tracciato pedonale dei terreni.
In epoca moderna fu sede dal 1938 della Società Adriatica di Elettricità (SADE), che procedette a notevoli ampliamenti e cambi d'uso (da edificio residenziale divenne struttura commerciale).
Nel 2008 il Comune di Venezia acquisì l'edificio dismesso che, dopo un restauro di riqualificazione completato nel 2011, divenne sede di VEZ la nuova biblioteca Civica.

## L'edificio

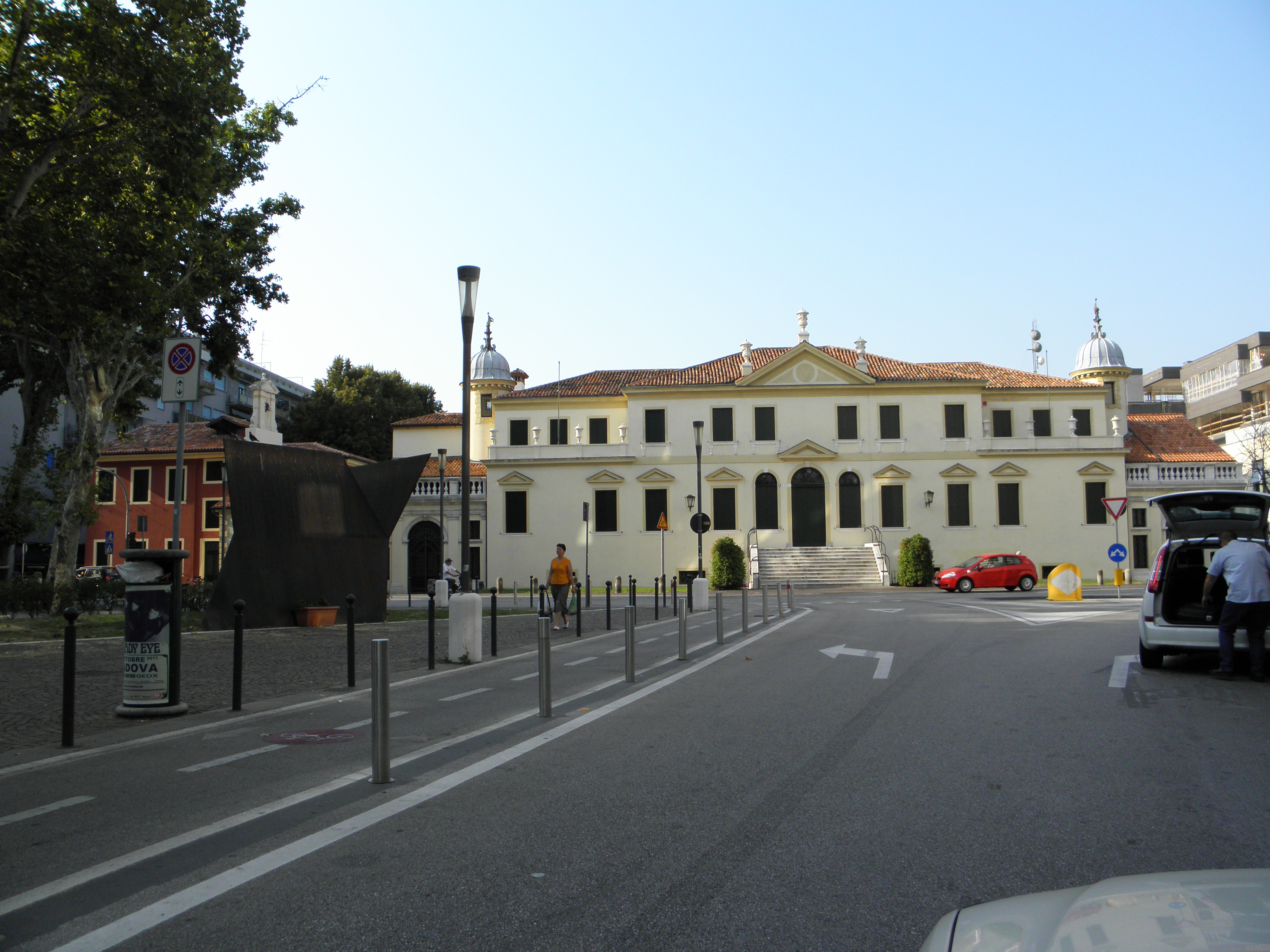
La villa vista da piazzale Donatori di Sangue

La facciata settentrionale dell'edificio guarda a nord sul Piazzale Donatori di sangue (già Foro Boario). Si sviluppa su tre piani, compreso il seminterrato, e si compone di un corpo centrale con ali a terrazza. La facciata ha una cornice che suddivide il piano nobile rialzato e il secondo piano. Al primo piano le finestre possiedono dei timpani triangolari che sono ripresi sopra la porta e in verticale a questa al secondo piano. Una delle caratteristiche sono le due torrette circolari con tetto a cupola che si potevano trovare anche a nel palazzo di Venezia della famiglia Erizzo (non più esistente).È interamente circondato da edifici moderni, che sono stati costruiti nei quasi 5.000 mq del parco, il quale originariamente si estendeva nei terreni tra via Carducci, via Cappuccina e via Piave. Conserva alcuni affreschi del Settecento di tema bucolico, attribuibili ad Andrea Urbani. Le è annessa anche una piccola cappella privata dedicata alla Vergine (1686), dove papa Pio VI, ospite dei proprietari, vi celebrò una Messa (1782). L'edificio fu in seguito molto rimaneggiato e assunse l'attuale aspetto quando furono completati gli ampliamenti (1939) voluti da Giuseppe Volpi per farne la sede di terraferma della società elettrica SADE. Con il primo intervento le decorazioni del salone sono state applicate lungo la scalinata, e i muri del salone sono stati abbattuti a favore di alcune colonne di sostegno per creare un openspace. Nel 1950 venne eseguito un altro intervento con l'edificazione di un edificio a est della villa. Anche nel 1959 furono eseguiti dei cambiamenti strutturali con la chiusura di parte delle terrazze laterali. infine nel 1960 vennero aggiunti: un magazzino, due ambienti al piano terra, un garage e un locale al primo piano. Del giardino purtroppo non rimane nulla, mentre la facciata dell'oratorio rimane inalterata. Dopo il 2008 furono fatti dei lavori di restauro per l'adeguamento della villa a funzione di Biblioteca civica di Mestre, questo ha comportato un ripristino dei locali mediante l'eliminazione dei trammezzi, e un'aggiunta di valore con il restauro dei pavimenti, dei dipinti e del tetto.